# Jenny Tamburi
Jenny Tamburi (födelsenamn Luciana Tamburini), född 27 november 1952 i Rom i Italien, död 1 mars 2006 i Rom, var en italiensk skådespelare och TV-programledare. Hon inledde sin karriär med artistnamnet "Luciana della Robbia", men ändrade artistnamnet till "Jenny Tamburi" efter sin första filmroll.